# Allan Clarke
Allan John Clarke (Willenhall, 31 luglio 1946) è un ex calciatore e allenatore di calcio inglese, di ruolo attaccante.

## Biografia
Suo fratello maggiore Frank ed i suoi fratelli minori Derek, Kelvin e Wayne sono stati a loro volta dei calciatori professionisti: l'unico dei 4 a non aver mai giocato in prima divisione è Kelvin; Frank è invece l'unico dei 5 fratelli a non aver mai giocato con il Walsall (club professionistico dell'omonima città nei cui dintorni si trova Willenhall, cittadina di cui sono originari i fratelli Clarke).

## Palmarès

### Competizioni nazionali
- Campionato inglese: 2

Leeds United: 1968-1969, 1973-1974
- Coppa d'Inghilterra: 1

Leeds United: 1971-1972
- Charity Shield: 1

Leeds United: 1969

### Competizioni internazionali
- Coppa delle Fiere: 1

Leeds United: 1970-1971